# Joachim Fritsche
Pour les articles homonymes, voir Fritsche.
Joachim Fritsche est un footballeur est-allemand, né le 28 octobre 1951, à Delitzsch.

## Biographie
En tant que défenseur, il fut international est-allemand à 14 reprises (1973-1977) pour aucun but marqué.
Sa première sélection fut honorée le 26 septembre 1973, à Leipzig, contre la Roumanie, dans le cadre des éliminatoires de la Coupe du monde de football de 1974, qui se solda par une victoire est-allemande (2-0).
Il participa à la Coupe du monde de football de 1974, en RFA. Il ne joua pas aucun match dans ce tournoi.
Sa dernière sélection fut honorée en 1977 à Buenos Aires, contre l’Argentine, match perdu 2 buts à 0 par la RDA.
Il joua dans trois clubs de RDA : le Lokomotive Leipzig, le FC Sachsen Leipzig et le Kickers 94 Markkleeberg. 
Il remporta deux coupes de RDA en 1976 et en 1981, avec le premier club. Avec le second, il remporta la D2 est-allemande en 1983. Avec le dernier, il ne remporta rien.
Par la suite, il fut entraîneur du FC Eilenburg.

## Clubs
- 1970-1981 : Lokomotive Leipzig
- 1981-1985 : FC Sachsen Leipzig
- 1985-1987 : Chemie Markkleeberg (Kickers 94 Markkleeberg)

## Palmarès
- Coupe d'Allemagne de l'Est de football

- - Vainqueur en 1976 et en 1981
- Championnat de RDA de football D2
  - Champion en 1983